# 28039 Mauraoei
28039 Mauraoei este un asteroid din centura principală de asteroizi.

## Descriere
28039 Mauraoei este un asteroid din centura principală de asteroizi. A fost descoperit pe 24 martie 1998 la Socorro, New Mexico, în cadrul proiectului LINEAR. Asteroidul prezintă o orbită caracterizată de o semiaxă mare de 2,24 ua, o excentricitate de 0,16 și o înclinație de 5,2° în raport cu ecliptica.